# Kinyarwanda
Le kinyarwanda ou l'ikinyarwanda (ou, selon des graphies datant de l'époque coloniale, kinyaruanda, voire runyarwanda) est une langue bantoue parlée dans la zone interlacustre (Zone J). C'est la langue nationale du Rwanda, parlée par la totalité de la population (près de 11 millions de locuteurs), avec quelques petites variations dialectales propres à certaines régions, surtout dans le nord et dans l'ouest du pays. Cette langue est aussi parlée dans le sud de l’Ouganda, dans le nord-ouest de la Tanzanie et dans l'est de la république démocratique du Congo. Le kirundi, parlé au Burundi par 9 millions de personnes, est très proche du kinyarwanda, tout comme le giha, parlé dans l'ouest de la Tanzanie par près d'un million de personnes.

## Classification
Le kinyarwanda appartient à la famille des langues rwanda-urundi du groupe des langues bantoues.
- Classification de Guthrie : D.61, groupe D.60
- Classification Bastin/Coupé/Mann : J.61

## Répartition géographique
Le kinyarwanda est parlé au Rwanda, au Bufumbira, région située dans le sud-ouest de l'Ouganda, au Masisi et Rutshuru, territoires situés dans l'est de la république démocratique du Congo, ainsi qu'au Karagwe, dans le nord-ouest de la Tanzanie.
Au Rwanda, il est parlé par pratiquement toute la population, soit près de 11 millions de personnes. La bande dessinée Matabaro, écrite en kinyarwanda et diffusée au Rwanda depuis 1954 jusqu'aux années 1970, est une des premières bandes dessinées africaines.

### Statut officiel
L'article 5 de la Constitution du Rwanda précise : « La langue nationale est le kinyarwanda. Les langues officielles sont le kinyarwanda, le français et l’anglais. ».

## Écriture
Contrairement à certaines autres langues tonales transcrites en alphabet latin indiquant les tons dans l’orthographe, comme le vietnamien par exemple, le kinyarwanda n’utilise pas de diacritiques pour transcrire les tons ou la longueur des voyelles dans l’orthographe usuelle. Par écrit, le sens des mots se déduit à partir du contexte.
Bien que parfois écrits de la même façon, les mots peuvent être différents selon la prononciation.
Exemples :
- umusambi /u.mu.sǎː.mbi/ (a modulé bas-haut) = grue couronnée, umusambi /u.mu.saː.mbi/ (a haut long) = natte ;
- nagiye /na.ɡi.je/ (a bas) = je suis parti ; nagiye /ná.ɡi.je/ (a haut) = alors que j'étais parti.

Cependant, dans les ouvrages scientifiques, le ton haut peut être indiqué à l’aide de l’accent circonflexe sur la voyelle et le ton bas à l’aide de l’absence de diacritique, par exemple : umusóre (« adolescent »), umugabo (« homme ») ; la longueur de voyelle peut être indiquée en doublant la lettre de la voyelle, par exemple : gateéra, guhaaha.
De façon générale, les lettres sont prononcées comme suit
| Lettre(s)     | a     | b    | c  | cy | d | e     | f | g    | h    | i     | j | jy | k    | m | n    | ny | o     | p | pf | r | s | sh | shy | t | ts | u     | v | w | y | z |
| Prononciation | a, aː | β, b | t͡ʃ | c  | d | e, eː | f | ɡ, ɟ | h, ɦ | i, iː | ʒ | ɟ  | k, c | m | n, ŋ | ɲ  | o, oː | p | p͡f | ɾ | s | ʃ  | ç   | t | t͡s | u, uː | v | w | j | z |

Certains digraphes et trigraphes appelés en kinyarwanda ibihekane (séquences de consonnes) ont une prononciation spécifique, que voici
| Orthographe   | mw   | nw    | nyw            | pw   | fw   | pfw   | bw   | vw   | tw    | tsw    | cw     | sw    | shw   | dw    | zw    | jw    | rw    | my   | py   | ty   | sy   | by   | ndy   | ry   |
| Prononciation | [mŋ] | [nŋw] | [ɲŋw] ou [ŋwa] | [pk] | [fk] | [p͡fk] | [bɡ] | [vɡ] | [tkw] | [t͡skw] | [t͡ʃkw] | [skw] | [ʃkw] | [dɡw] | [zɡw] | [ʒɡw] | [ɾɡw] | [mɲ] | [pc] | [tc] | [sc] | [bɟ] | [ndɟ] | [ɾɟ] |

## Prononciation
Des lois phonétiques imposent des variations à certaines consonnes et voyelles conjointes dans le contexte d'adjacence (affixation par exemple) :
- n devient m devant b, p, f et v;
- nh devient mp, nr devient nd;
- deux voyelles identiques → le son s'allonge;
- un contact entre deux voyelles différentes peut aboutir :
  - à la disparition de la première voyelle et à l'allongement de la seconde
  - la première voyelle peut se transformer en semi-voyelle (w ou y).

Les deux premières syllabes d'un mot sont généralement de sonorités différentes : une syllabe sonore suivie par une syllabe sourde ou inversement. Certains préfixes (voir ci-dessous) subissent donc une flexion selon le radical auquel ils sont appondus.

### Voyelles
|          | Antérieur | Postérieur |
| -------- | --------- | ---------- |
| Fermé    | i         | u          |
| Mi-fermé | e         | o          |
| Ouvert   | a         |            |

Le kinyarwanda possède 5 voyelles : /i/, /e/, /u/, /o/ et /a/. Il n’y a pas habituellement de nasalisation des voyelles.
La quantité de la voyelle peut changer le sens du mot. La voyelle brève équivaut à une more, la longue équivaut à deux mores.
Par exemple :
- gusiba prononcé [gu.si.ba] « effacer »
- gusiba prononcé [gu.siː.ba] « s’absenter »

### Classes nominales

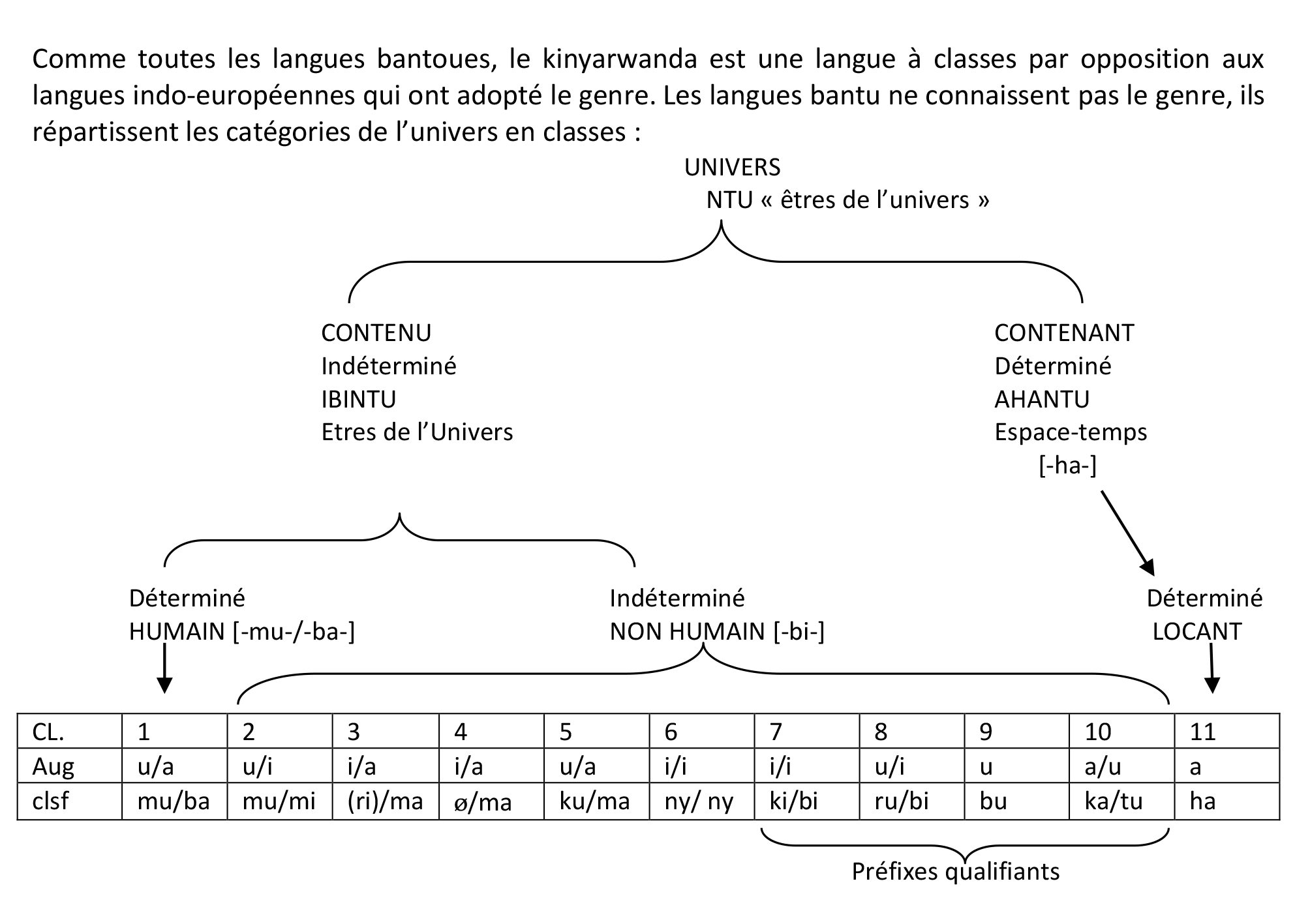
Classification nominale en bantu

### Consonnes
|              |              | Bilabiale | Labiodentale | Alvéolaire | Postalvéolaire | Palatale | Vélaire | Glottale |
| ------------ | ------------ | --------- | ------------ | ---------- | -------------- | -------- | ------- | -------- |
| Nasale       | Nasale       | m         |              | n          |                | ɲ        | (ŋ)     |          |
| Occlusive    | sourde       | p1        |              | t          |                | (c)      | k       |          |
| Occlusive    | voisée       | (b)       |              | d          |                | (ɟ)      | ɡ       |          |
| Affriquée    | sourde       |           | p͡f           | t͡s         | t͡ʃ             |          |         |          |
| Fricative    | sourde       |           | f            | s          | ʃ              | ç        |         | h        |
| Fricative    | voisée       | β         | v            | z          | ʒ              |          |         | (ɦ)      |
| Approximante | Approximante |           |              |            |                | j        | w       |          |
| Rhotique     | Rhotique     |           |              | ɾ          |                |          |         |          |